# Ibarguren-Isthmus
Koordinaten: 60° 44′ S, 44° 44′ W
Der Ibarguren-Isthmus (spanisch Istmo Ibarguren) ist ein flacher Isthmus von Laurie Island im Archipel der Südlichen Orkneyinseln. Er trennt die Kopfenden der Uruguay Cove und der Scotia Bay und verbindet den aus Mackenzie- und Mossman-Halbinsel bestehenden Westteil der Insel mit der deutlich größeren östlichen Landmasse.
Argentinische Wissenschaftler benannten ihn nach dem späteren Schriftsteller und Historiker Carlos Ibarguren (1879–1956), Unterstaatssekretär im Ministerium für Landwirtschaft, an den sich der schottische Polarforscher William Speirs Bruce 1904 zur Übergabe des Omond House gewandt hatte. Diese Hütte wurde von der argentinischen Regierung als Orcadas-Station weiterbetrieben und befindet sich auf dem hier beschriebenen Isthmus.